# Тори (политическая партия)
То́ри (англ. Tory) — члены двух политических партий, которые существовали последовательно: в королевстве Англия, королевстве Великобритания и позднее, в Соединённом королевстве Великобритании и Ирландии, с XVII по начало XIX вв.
Впервые тори появились в 1678 году в Англии, когда они выступили против поддержанного вигами Билля об отводе, целью которого было исключение из линии наследования предполагаемого наследника (Heir presumptive) престола Якова, герцога Йоркского, который позже станет королём Яковом II Английским и VII Шотландским.
Три раза в течение короткого срока созывал Карл II парламент. В избирательной борьбе опять, как в 1641 г. появились две клички, сначала обидные, но потом совершенно утратившие первоначальный смысл и сохранившиеся более, чем на 200 лет до средины XIX в.: тори («заговорщики») для сторонников неограниченной власти короля, и виги («разбойники») для сопротивляющихся.Роберт Виппер. «Учебник истории. Новое время». 1928 г
Эта партия прекратила своё существование в качестве организованной политической группы в начале 1760-х годов, хотя само понятие «тори» продолжали использовать некоторые авторы в качестве самоназвания. Двумя десятилетиями позже появится новая партия тори (возглавляемая сначала Уильямом Питтом Младшим, а затем Робертом Дженкинсоном, 2-м графом Ливерпулем).
Граф Ливерпул был сменен Артуром Уэлсли, 1-м герцогом Веллингтоном, на период премьер-министерства которого пришлась эмансипация католиков, случившаяся во многом благодаря избранию католика Дэниела О’Коннела в британский парламент. Когда впоследствии виги вернулись в правительство, они провели в 1832 году избирательную реформу, в результате которой были ликвидированы Гнилые местечки, многие из которых находились под контролем тори. В результате последующих общих выборов количество депутатов-тори в парламенте сократилось до 180. В 1834 году Роберт Пиль издаёт Тамвортский манифест, благодаря которому началась трансформация тори в Консервативную партию. Однако Пиль потерял многих своих сторонников в результате отмены Хлебных законов, что привело к расколу в рядах партии. Одна из образовавшихся фракций, ведомая графом Дерби и Бенджамином Дизраэли, смогла пережить политические перипетии последующих десятилетий и столетий, став современной Консервативной партией, членов которой до сих пор называют «тори».

## 1678—1760

### Тори
Основные философские и политические принципы (но не организация) первой партии тори восходят в период Английской гражданской войны, которая разделила Англию между роялистами (или «Кавалерами»), поддерживавшими короля Карла I, и сторонниками Долгого парламента. Конфликт между королём и парламентом привёл к тому, что последний запретил первому собирать налоги до тех пор, пока он не согласится на условия парламента. Когда Долгий парламент был созван (1641 год), сторонники короля представляли в нём заметное меньшинство. Возраставшая радикализация парламентского большинства привела к тому, что умеренные сторонники реформ стали симпатизировать монарху. Таким образом партия короля состояла как из тех его сторонников, которые поддерживали королевскую автократию, так и из тех парламентариев, кто считал, что Долгий парламент зашёл слишком далеко в своем стремлении присвоить себе исключительную исполнительную власть, подрывая, в частности, епископальное управление Церкви Англии, которая являлась главной опорой монарха. К концу 1640-х годов радикальная программа парламента стала более очевидной: низведение короля до номинального главы государства, лишённого власти, а также ликвидация епископальной Церкви Англии и замена её пресвитерианской церковью.
Эта программа (с некоторыми изменениями) осуществилась в результате, фактически, coup d'état, который привёл к тому, что власть парламента была узурпирована руководством парламентской армией нового образца, подконтрольным Оливеру Кромвелю. В результате гражданской войны, армия добилась казни Карла I. В течение последующих одиннадцати лет британские королевства находились под управлением военной диктатуры Кромвеля. Реставрация Карла II на английском престоле привела к восстановлению власти монархии, хотя министры и сторонники короля добились значительного усиления роли парламента в управлении королевствами. Ни один из последующих британских монархов не пытался править без парламента, а после Славной революции 1688/1689 года политические разногласия будут решаться через выборы и парламентские маневры (а не через применение силы).
Карл II также восстановил епископат Церкви Англии. Его первый «Кавалерский парламент» представлял собой исключительно роялистское законодательное собрание, которое приняло ряд актов, восстанавливавших положение Церкви Англии и определявших строгие наказания для диссентеров — римо-католиков и нонконформистов. Эти акты не отражали личных воззрений короля и демонстрировали существование роялистской идеологии, не подчинённой королевскому двору.
Ряд событий 1660-х и 1670-х годов дискредитировали правительства Карла II. Как результат, многие политики (включая тех, кто выступал на стороне парламента в Английской гражданской войне) стали выступать за ещё большее усиление роли парламента в управлении, а также за большую терпимость в отношении нонконформистов. Именно эти политики будут стоять у истоков создания британской партии вигов. Так как прямые атаки на короля были политически невозможны и могли привести к казни за государственную измену, оппоненты королевского двора представляли свои антироялистские выступления в качестве раскрытия exposés of подрывных и пагубных папистских заговоров.

### 1678—1688

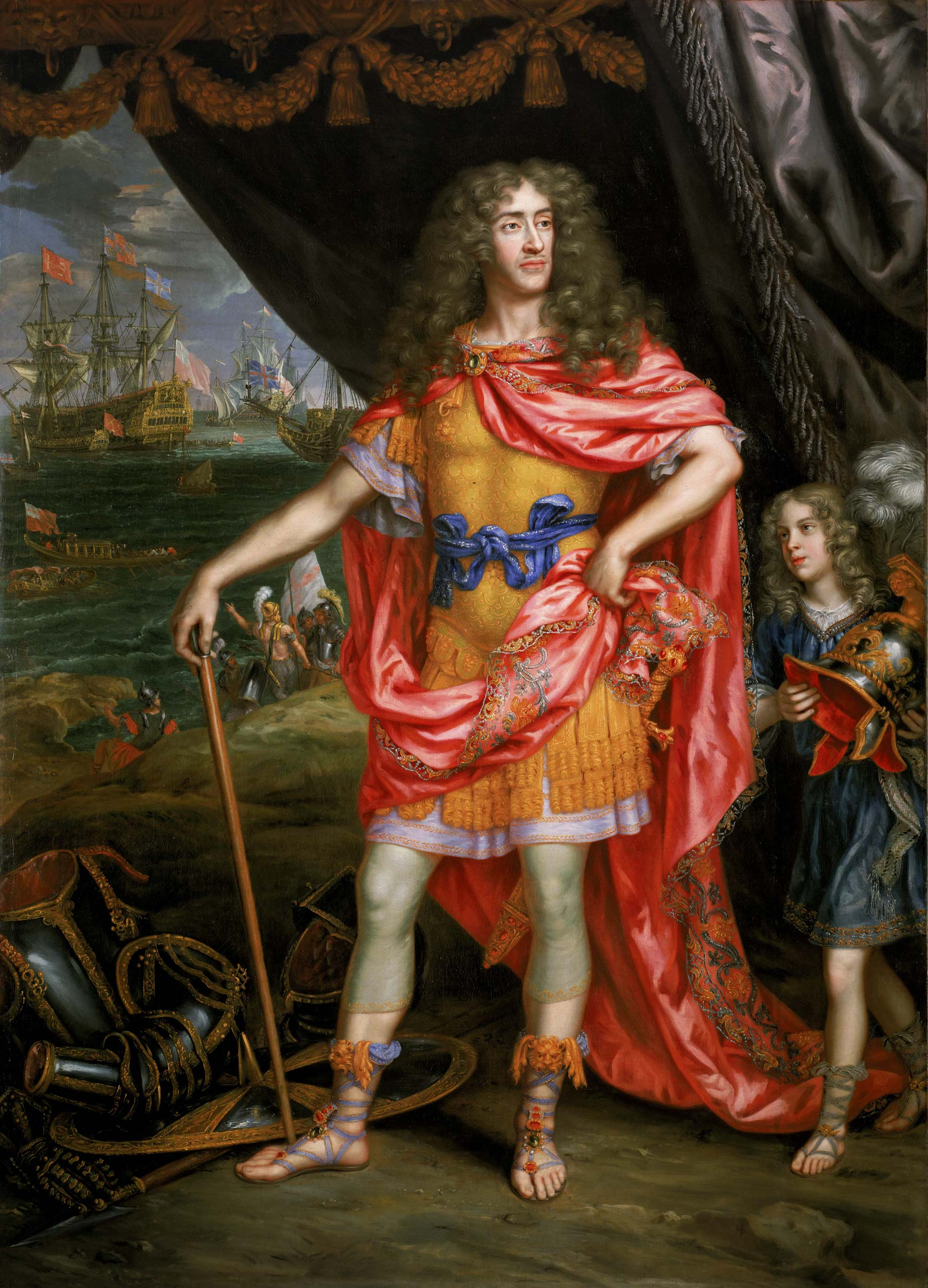
Яков, герцог Йоркский, изображённый в римском одеянии.

В качестве политического термина, слово Tory (тори) вошло в английскую политику во время кризиса 1678—1681 гг, связанного с Биллем об отводе. Партия вигов (слово изначально являлось оскорбительным: оно происходит от английского 'whiggamore', «погонщик скота»,) представляла тех, кто поддерживал исключение Якова, герцога Йоркского из линии претендентов на трон Шотландии, Англии и Ирландии (петиционеры). Партия тори (также оскорбительное слово, происходящее от среднеирландского «tóraidhe» (в современном ирландском «tóraí») — «человек, объявленный вне закона», грабитель, восходящего к ирландскому «tóir» — 'преследование', так как объявленные вне закона являлись «преследуемыми людьми») объединяла тех, кто выступил против Билля об отводе (Абгорреры).
В более широком смысле, тори представляли более консервативных роялистов, поддерживавших Карла II, рассматривавших сильную монархию в качестве противовеса власти парламента, а также видевших в выступавших против королевского двора вигах квази-республиканскую тенденцию сходную с той, что наблюдалась в Долгом парламенте, то есть к лишению монархии её основных прерогатив и превращению монарха в марионетку парламента. То, что Билль об отводе являлся главным камнем преткновения между двумя партиями, зависело не от оценки личности герцога Йоркского, хотя именно его обращение в Католицизм являлось ключевым фактором, сделавшим Билль возможным, но, скорее, от вопроса о власти парламента избирать короля по собственному соизволению вопреки установленным законам о престолонаследии. То, что Парламент (с согласия короля) обладал такой властью не являлось предметом споров, спорным было утверждение о том, что король был обязан своей короной воле парламента и, таким образом, являлся, по сути, парламентским назначенцем.
По этому вопросу тори добились успеха в краткосрочной перспективе. Парламент, принявший Билль об отводе к рассмотрению, был распущен, что позволило Карлу II самостоятельно решать административные вопросы, а герцогу Йоркскому без проблем занять престол после смерти его предшественника. Бунт герцога Монмута, претендента на престол от радикальных вигов, был с легкостью подавлен, а сам Монмут был казнен. В долгосрочной же перспективе, тористские принципы оказались сильно подорваны.
Помимо поддержки сильной монархии, тори также выступали за особый статус Церкви Англии, определённый рядом парламентских актов сразу после реставрации Карла II: она была Церковью, управляемой епископами, использующей Книгу общей молитвы в качестве единственного богослужебника и пользующейся определёнными правами и прерогативами, которых были лишены представители иных христианских церквей (католики) и групп (нонконформисты).
Яков II, однако, во время своего правления выступал за более терпимое религиозное устроение, при котором его единоверцы могли бы процветать: это была позиция недопустимая для ортодоксальных последователей Церкви Англии. Попытки Якова использовать находящуюся под государственным контролем церковь для продвижения политических инициатив, которые подрывали её уникальный статус в государстве, вынудили некоторых тори оказать поддержку Славной революции 1688/89 года. В результате страна получила короля, обязанного своим титулом парламенту, подчинявшегося положениям Билля о правах, принятого парламентом, воплотились в жизнь все те принципы, которые тори изначально ненавидели («abhorre»; см. Абгорреры). Единственным утешением для тори было то, что избранные монархи находились достаточно близко к основной линии наследования: Вильгельм III был племянником Якова II, а его супруга, Мария II приходилась королю Якову II старшей дочерью. Акт о веротерпимости также даровал ряд прав нонконформистам, которых они до того были лишены. Исключение же ряда епископов, которые отказались присягнуть новым монархам, позволило правительству назначить на освободившиеся кафедры убеждённых вигов. В обоих случаях тори и их идеология потерпели поражение, однако монархия и государственная церковь были сохранены.

### 1688—1714
Несмотря на провал в области основных принципов, тори оставались значительной политической силой во время правления двух последующих монархов, особенно королевы Анны. В этот период тори вели жесткую борьбу за власть с вигами, а их политическая сила измерялась во время частых парламентских выборов.

#### Баланс сил
Вильгельм III видел, что тори были куда более расположены к королевской власти, нежели виги, поэтому в правительство он назначал представителей обеих партий. Ранние советы министров при Вильгельме были преимущественно тористскими, однако, постепенно, в них стали доминировать представителя «хунты вигов» (Whig Junto). Данная политическая группа выступала против «сельских вигов», ведомых Робертом Харли, которые постепенно слились с тористской оппозицией в конце 1690-х годов.
Хотя преемница Вильгельма и Марии, королева Анна испытывала заметные симпатии к партии тори и отстранила «хунту вигов» от власти, после неудачного эксперимента с полностью тористским правительством она продолжила политику «баланса сил» между двумя партиями. В этом ей оказывали поддержку умеренные министры-тори — Герцог Мальборо и Лорд Годольфин.

#### Оппозиция
Из-за сложностей, вызванных Войной за испанское наследство (1701—1714 гг.), многие из тори оказались в оппозиции к 1708 году. Это привело к тому, что Мальборо и Годольфину пришлось руководить администрацией, в которой доминировала «хунта вигов». Королева Анна испытывала возрастающее неудовольствие такой зависимостью от вигов, особенно ввиду того, что её личные отношения с Герцогиней Мальборо были испорчены. Эта ситуация также вызывала дискомфорт у многих из вигов, ведомых Герцогом Сомерсетом и Герцогом Шрусбери и не имеющих отношениях к «вигской хунте», которые начали плести интриги вместе с тори (под руководством Робертом Харли). В начале 1710 года преследования представителя партии тори и ортодоксальных кругов Церкви Англии, д-ра Генри Сашеверелла (Henry Sacheverell) со стороны вигского правительства за его проповеди, произнесенные годом ранее, привели к так называемым «Сашевереллским бунтам» (Sacheverell riots), что дискредитировало правительство в глазах народа. Весной 1710 года, Анна сместила Годольфина и министров от «хунты вигов», заменив их представителями партии тори.

#### Последнее правительство тори
Руководителями нового правительства тори были Харли, канцлер казначейства (Chancellor of the Exchequer), и Виконт Болинброк, государственный секретарь. Их поддерживало значительное парламентское большинство, победившее на выборах в 1710 году. Это правительство тори добилось подписания Утрехтского мирного договора в 1713 году, благодаря которому Великобритания вышла из Войны за испанское наследство (во многом к неудовольствию британских союзников, особенно непосредственного преемника Анны на британском престоле, Георга, курфюрста Ганновера). Мирный договор вступил в силу несмотря на серьезную оппозицию вигского большинства в Палате лордов, которая была побеждена королевой, которая назначила в палату новых пэров — сторонников партии тори.
В 1714 году, после долгой неразберихи и дебатов между министрами, Анна Стюарт сменила Харли, а возглавлявший партию тори Болингброк стал, фактически, её главным министром. Казалось, что власть тори достигла своего конца. Однако на тот момента Анна уже сильно болела и, в результате, умерла несколько дней спустя. Болингброк не смог сформулировать внятного плана по вопросу о преемнике. Курфюрст Георг занял трон.

### 1714—1760: опала и всевластие вигов
В соответствии с законами того времени, правительство королевы было заменено регентским советом (Council of Regency) до тех пор, пока новый король не прибудет из Ганновера. Болингброк предложил свои услуги королю, но последний ответил холодным отказом. Георг I назначил новое правительство, состоявшее полностью из вигов, а в новом парламенте, избранном с января по май 1715 года, имелось значительное вигское большинство. В декабре 1714 года Лорд Карнарвон писал, что «едва ли хотя бы один тори остался в каком-либо месте». Историк Эвелин Круикшанкс (Eveline Cruickshanks) писала: «То, что произошло в 1715 году было не переходом к полностью вигскому правительству, но представляло собой настоящую социальную революцию». Впервые джентльмены-тори не имели возможности держать своих сыновей на общественных постах в армии, флоте, государственной службе и Церкви. Офицеры-тори в армии были лишены своих офицерских патентов (commissions), юристы-тори не могли стать судьями или королевскими адвокатами. Тори, составлявшие большинство среди нижних слоёв духовенства Государственной церкви, не могли более становится епископами. Торговцам-тори отказывали в государственных контрактах и назначениях на высшие посты в больших компаниях. Эта опала продлилась сорок пять лет. Джордж Литтлтон писал в «Письмах к тори» (Letter to the Tories; 1747 год):
Нас держат в стороне от публичных должностей, связанных с властью и доходами; мы живем подобно иностранцам и паломникам в земле нашего рождения… ни достоинство, ни собственность, ни красноречие, ни ученость, ни мудрость, ни честность не несут пользы человеку нашего несчастного рода (denomination), будь он клирик или мирянин, юрист или солдат, пэр или член Палаты общин, в получении заслуженного продвижения в его профессии или благосклонности Короны; в то время как, в дополнение к нашей непереносимой муке, неприкрытая ненависть к нам и всему тому, что мы любим и почитаем священным, ежедневно способствует продвижению болванов в области закона и в Церкви, трусов в нашем флоте и армии, республиканцев в доме Короля и идиотов — повсюду!
Правительство вигов, обладающее королевской поддержкой и контролирующее все уровни власти, было в состоянии сохранять большинство в парламенте по результатам редких выборов в течение последующих нескольких десятилетий (при первых двух Георгах за 46 лет выборы проходили 7 раз, хотя за период между Славной революцией и смертью королевы Анны, составляющий 26 лет, они проходили 11 раз). В течение всего этого периода тори пользовались широкой поддержкой провинциальной Англии, однако относительно недемократичная природе избирательного права и непропорциональное распределение парламентских мест в соотношении с избирательными округами, привело к тому, что эта народная поддержка тори никогда не перерастала в парламентское большинство. Тори выиграли бы все всеобщие выборы между 1715 и 1747 гг., если бы полученных количество мест соотносилось с количеством полученных голосов. Таким образом тори не представляли собой серьезной силы в реальной политике, будучи в меньшинстве в Парламенте и полностью исключенными из правительства. Подобное исключение из политической жизни вкупе с жестокой партийной политикой, проводимой вигами, сыграло важную роль в укреплении партийной идентичности среди тори, которые не шли с вигами на компромиссы.

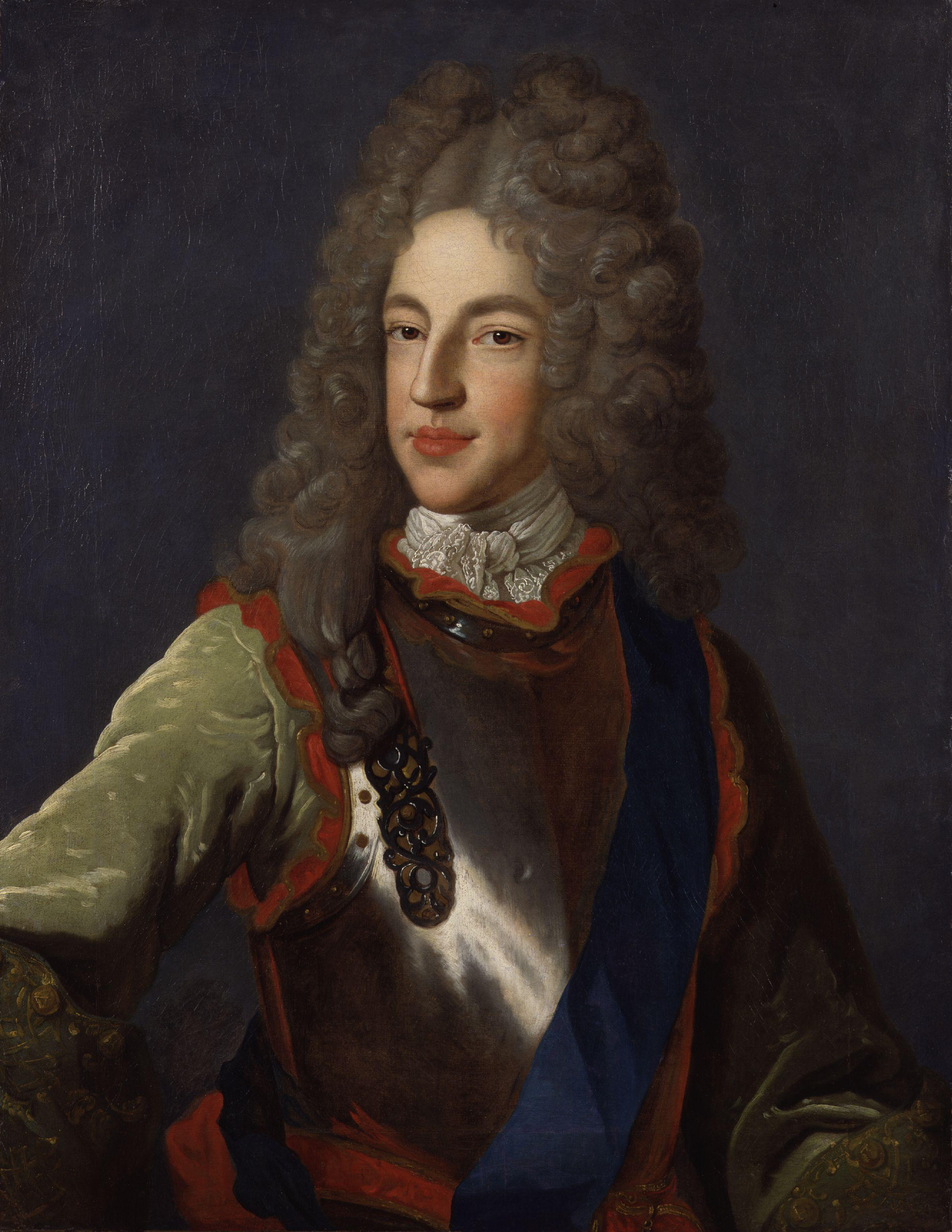
Джеймс Стюарт был Претендентом во время восстания якобитов в 1715 году. Оказанная ему некоторыми тори поддержка привела к дискредитации партии со стороны вигов.

Подобная политика изоляции привела к тому, что тори отвернулись от Ганноверской династии: некоторые даже присоединились к якобитскому движению. Болингброк позже писал: «Если бы были приняты более мягкие меры, то совершенно точно то, что тори никогда бы повсеместно не обратились к якобитству. Жестокость вигов толкнула их в объятия Претендента». Французский посол отмечал в октябре 1714 году, что число якобитов в партии тори возрастало, а в начале 1715 он писал, что казалось, что тори «готовились к гражданской войне, которую они рассматривали в качестве своей последней надежды». Бывший главный министр от партии тори, Лорд Оксфорд, был обвинен в измене и отправлен в Тауэр, а Болингброк и Герцог Ормонд бежали во Францию, где присоединились к якобитам. Ряд восстаний против коронации Георга I и нового вигского режима (во время которых толпа озвучила свою поддержку якобитов и местных кандидатов в члены парламента от партии тори) привёл к принятию правительством вигов Акта о нарушении общественного порядка, который приостанавливал действие Habeas corpus и увеличивал численность армии (включая привлечение 6 000 голландских солдат).
Людовик XIV пообещал предоставить вооружения, но отказал в войсках, так как Франция была измотана войной, хотя Болингброк утверждал, что одной десятой от войск Вильгельма Оранского, приведённых им в 1688 году, было бы достаточно. Однако и это обещание не было реализовано так как Людовик умер в сентябре 1715 года. Как следствие тори собирались отказаться от запланированного английского восстания в Уэст-Кантри, однако шотландцы вынудили их приступить к реализации плана восстания, в одностороннем порядке подняв знамя Претендента. Один из агентов Ормонда выдал планы английского восстания правительству, которое поспешило арестовать многих действующих и бывших членов Палаты общин, а также пэров. Последовавшее за этим якобитское восстание 1715—1716 годов закончилось поражением восставших. Король Швеции Карл XII желал оказать тори военную поддержку, чтобы посадить Претендента на престол. Лорд Оксфорд, который ещё в 1716 году предложил последнему свои услуги, руководил «шведским заговором» (the Swedish Plot) из Тауэра. В январе 1717 года правительство раскрыло данный заговор и, несмотря на оппозицию тори, смогло провести в Палате общин ряд оборонных мер, направленных против вторжения. Смерть Карла в 1718 году положило конец шведской поддержке, а спланированное Ормондом испанское вторжение провалилось.
Во время раскола среди вигов, случившегося в 1717 году, тори отказались поддержать одну из сторон, заняв такую же позицию в отношении Лорда Сандерленда в 1720 году. В 1722 году Сандерленд советовал королю допустить лидеров тори к участию в работе правительства с тем, чтобы разделить их и покончить с их надеждами на возмездие, которые покоились на ожидании поддержки из-за границы. На заседании кабинета министров он также посетовал королю провести выборы в Парламент, которые бы были свободными от правительственных взяток, что не нашло поддержки у сэра Роберта Уолпола, который предвидел вероятность избрания Парламента со значительным большинство от тори. Король также отверг это предложение: «Король Георг внимательно посмотрел на графа Сандерленда при упоминании Парламента, контролируемого тори, ибо ничто не было для него столь отвратительным и устрашающим как Тори». Общественное возмущение, связанное к крахом Компании Южных морей, убедило тори в отсутствии необходимости выискивать средства для участия во всеобщих выборах, так как, по их предположению, якобитское восстание имело высокие шансы на успех, учитывая состояние общественного мнения.
Сандерленд присоединился к тори в деле организации так называемого «заговора Аттербери», целью которого возвращение династии Стюартов на британский престол. Участники заговора планировали восстание в каждом графстве при поддержке ирландских и испанских войск. Однако смерть Сандерленда в апреле 1722 года привела к раскрытию заговора правительством. Когда Палата общин голосовала по биллю о наказаниях и взысканиях в отношении самого Аттербери, практически 90 % членов Парламента от тори проголосовали против его принятия. Хотя премьер-министр, виг Уолпол, принял решения не преследовать тори, которые, как ему было известно, участвовали в заговоре, сами тори были деморализованы и в большинстве своем временно не принимали участия в работе Парламента. Георг II занял престол в 1727 году. Прошедшие в этом же году всеобщие выборы привели к тому, что количество тори в Парламенте снизилось до 128, что стало самым низким на тот момент показателем для партии.
Тори разделились по вопросу о том, вступать ли им в союз с теми из вигов, кто оказался в оппозиции. Тех, кто склонялся к союзу и был сторонником Ганноверской династии, возглавлял сэр Уильям Уиндхэм; противниками этого союза были представители якобитской фракции, ведомые Уильям Шиппен. Большинство тори выступало против совместного с оппозиционными вигами голосования до 1730 года, изменив эту позицию лишь после того, как Претендент прислал лидерам тори письмо, в котором приказывал им «объединиться в действиях против правительства даже с теми, кто находится в оппозиции по совершенно иным причинам». В последующее десятилетие тори активно сотрудничали с оппозиционными вигами. Публичное признание в симпатиях к якобитам являлось изменой, что вынудило тори выступать против вигского режима Ганноверов, используя риторику самих вигов эпохи Билля об отводе; они обличали коррупцию в правительстве, высокие налоги, доходы от которых шли на иностранные аферы, выступали против роста армии, «тирании» и «тиранической власти». В своей речи перед Палатой общин о военном бюджете, Уолпол заявил: «Ни один благоразумный человек не признает открыто себя якобитом, ибо, поступая таким образом, он те только наносит вред своему личному состоянию, но и делает себя менее способным должным образом служить тому делу, которому он себя посвятил… Ваш подлинный якобит, сэр, скрывает свои истинные мнения, он вступает в поддержку революционных принципов; он притворяется настоящим другом свободы». Он также утверждал, что большая армия необходима для защиты от возможного якобитского вторжения.
В 1737 году Фредерик, принц Уэльский обратился к Парламенту за увеличением денежного содержания. В рядах тори произошел раскол, в результате которого 45 из них воздержались от голосования: прошение было отклонено с перевесом в 30 голосов. Болингброк, все ещё пытающийся размежевать тори и якобитов, осудил произошедшее как «абсурдное поведение тори, которое никакой опыт не может излечить». В 1738 году Фредерик попытался примириться с тори, но потерпел неудачу: Уиндхэм настаивал на том, чтобы он выступил на стороне тори в их борьбе против увеличения армии. С началом войны против Испании в 1739 году, среди тори вновь стали циркулировать планы по организации якобитского восстания. Смерть Уиндхэма в 1740 году привела к распаду коалиции между тори и оппозиционными вигами. Предложение последних в Парламенте сместить Уолпола потерпело поражение 290 голосами против 106: при этом многие тори воздержались. В результате всеобщих выборов 1741 года 136 тори были избраны в Парламент.
Тори вновь вступили в коалицию с оппозиционными вигами после того, как получили ещё одно письмо от Претендента в сентябре 1741 года, в котором тот повелевал им «принимать решительные и единодушные меры на следующей сессии Парламента… У них возможно будет много возможностей для серьезного подрыва позиций нынешнего правительства и обнаружения тех, кто присоединиться к нем в этом (хотя и не из-за благосклонности к моему делу)… В подобных случаях я надеюсь, что мои друзья без колебаний объединяться с ними, какими бы не были их частные мотивы, для причинения вреда нынешнему правительству и приведения его в замешательства, что будет лишь к лучшему для моего дела». В результате 127 депутата-тори присоединились к оппозиционными вигам, успешно голосуя против предложенной Уолполом кандидатуры на место председателя избирательного комитета в декабре 1741 года. Тори и оппозиционные виги продолжали голосовать против Уолпола по многим вопросам до тех пор, пока он не был вынужден подать к отставку в феврале 1742 года. Претендент позднее написал лидерам тори письмо, объявляя, что «я не могу более тянуть с выражением моего удовлетворения недавним поведением моих друзей в Парламенте: я принимаю это в качестве превосходной демонстрации их исключительного уважения к тому, что я написал вам несколькими месяцами ранее».
В 1743 году между Британией и Францией разразилась война, которая была эпизодом в рамках Войны за австрийское наследство. Позднее в том же году Франсис Семпилл, представитель Претендента при французском дворе, передал французскому государственному секретарю по иностранным делам, Жан-Жаку Амело де Шаю (Jean-Jacques Amelot de Chaillou), послание от английских тори, в котором содержалась просьба помощи в восстановлении Стюартов (включая 10 000 французских солдат). Оно было подписано Герцогом Бофортом (одним из четырёх богатейших людей в Британии), Лордом Бэрримором, Лордом Оррери, сэром Воткином Уильямс-Винном, сэром Джоном Хайнд Коттоном и сэром Робертом Абди. Амело ответил, что французскому правительству потребуются серьезные свидетельства широкой народной поддержи якобитов прежде, чем оно сможет предпринять какие-то действия.
Джеймс Батлер (James Butler), конюший Людовика XV, под предлогом покупки породистых лошадей, совершил поезду по Англии, посещая лидеров тори, для оценки состояния якобитского движения в стране. Перед тем, как он отплыл в Англию, Батлер получил инструкции лично от французского короля, согласно которым он должен был уверить лидеров тори в том, что их требования будут удовлетворены. В ноябре 1743 года Амело официально сообщил Семпиллу, что Людовик XV принял решение восстановить династию Стюартов и планировал французское вторжение во главе с сыном Претендента, Карлом Эдуардом Стюартом. «Декларация короля Якова», написанная лидерами тори, была подписана Претендентом 23 декабря и должна была быть опубликована в случае успешной высадки французов в Англии. Однако правительство вигов было уведомлено шпионом о готовящемся французском вторжении: 15 февраля 1744 года король Георг сообщил парламенту о том, что французское вторжение спланировано при поддержке «враждебно настроенными личностями в этой стране». Палата Общин приняла лояльное обращение к монарху 287 голосами против 123. Настойчивость тори, с которой они требовали голосования по этому вопросу, правительство расценило как заговор тори, целью которого было «показать французам на какое количество членов Палаты они могли рассчитывать». Тори также выступили против увеличения вооружённых сил: правительственные круги отметили, что «никто из лидеров Тори ни по этому поводу, ни по поводу первого королевского обращения не показали никакого… расположения по отношению к правительству».
Однако 24 февраля шторм развеял французский флот. В этот же день многие якобиты были арестованы. Запланированное вторжение было отменено французским правительством. Карл Стюарт, все ещё находящийся во Франции и готовый начать якобитское восстание, обратил свой взгляд на Шотландию. Однако английские тори были готовы поддержать восстание в Шотландии только при условии, что оно будет сопровождаться французским вторжением в районе Лондона для оказания поддержки их собственному восстанию. Неоднократно английские тори предупреждали якобитский двор о том, что только вторжение регулярной армии, параллельное их собственному восстанию, может гарантировать реставрацию Стюартов.
В декабре 1744 года была сформирована Широкая правительственная коалиция (Broadbottom Administration), которая включала небольшое количество тори, занявших незначительные посты. Некоторые другие тори также получили предложение войти в правительство, однако «те из них, которые представляли якобитские графства, не хотели рисковать новыми выборами, что вынудило их отказаться от предложения». Один из тех, кто принял назначение, сэр Джон Коттон, не стал приносить полагавшихся присяг и уведомил французского короля о том, что он все ещё поддерживает французское вторжение и что вошедшие в правительство тори сделают все возможное, чтобы большее количество солдат было отправлено во Фландрию, что должно облегчить путь для этого вторжения. После того, как лорд Говер занял своё место в правительстве, тори более не рассматривали его в качестве своего лидера. Литтлтон писал: "…когда выяснилось, что Говер на самом деле был другом Ганноверской династии, тори отказались видеть в нём своего лидера и приняли в качестве такового герцога Бофорта, серьезно настроенного якобита ". В июне 1745 года лидеры тори в Палате Общин (Винн, Коттон и Бофорт) проинформировали двор Претендента о том, что «если принц [Карл] высадится в Англии в нынешних обстоятельствах с десятью батальонами или даже с меньшим количеством войск, то он не встретит сопротивления на своем пути». Они направили во Францию Роберта Маккарти, виконта Маскерри (перство Ирландии) с просьбой о высадке в Англии французских войск, к которым они бы присоединились по прибытии в страну.
Однако в июле Карл отправился в Шотландию без предварительной консультации с тори или французами, а также без значительного количества войск. После его высадки Семпилл (Sempill) написал: «Лондонский Сити, сэр Джон Хайнд Коттон, лорд Бэрримор (Lord Barrymore), герцог Бофорт (the Duke of Beaufort) и все англичане громко и категорично призываю к высадке войск около Лондона, как к наиболее эффективному средству поддержки принца». Они не могли восстать на стороне принца без «войск для его поддержки», но «примкнули бы к принцу, если бы Его Высочество смог проложить к ним свой путь». В течение якобитского восстания 1745 года, Карл не смог установить контактов с английскими тори. В декабре поступило сообщение от некоего капитана Нэйгла (a Captain Nagle), который во время посещения некоего пэра в Лондоне, что правительство осуществляет слежку за ними всеми, но стоит либо Карлу пробиться к Лондону, либо высадиться французам, как они публично объявят о своей поддержке принцу. Однако Карл отступил из Англии, а французы так никогда и не высадились, поэтому среди английских тори не было ощущения уверенности в необходимости выступить на стороне Претендента в настоящий момент. После подавления восстания, попавший в плен секретарь Карла, Джон Мюррей Бротонский (7-й баронет Стэнхоуп), сообщил правительству о заговоре тори совместно с Претендентом. Правительство приняло решение не преследовать их. Суд над восставшими шотландскими лордами в Лондоне был бойкотирован большинством пэров-тори. После жестокого подавления шотландцев герцогом Камберлендом, английские тори приняли шотландку в качестве своего символа.
Эвелин Крукшанкс (Eveline Cruickshanks) в своем исследовании по истории партии тори между 1715—1754 гг. для проекта История Парламента, утверждает, что «доступные свидетельства не оставляют сомнения в том, что до 1745 года тори были, в массе своей, якобитской партией, принимавшей непосредственное участие в попытках реставрации Стюартов через восстание, при иностранной поддержке». Сэр Льюис Нэмир отмечал, что документов, которые бы принадлежали собственно семьям тори и создание которых приходилось бы на время правления Георга I и Георга II, не существует. Так как сохранились документы, созданные до 1715 г. и после 1760 г., Крукшанкс согласна с тем, что эти семьи скрывали свои якобитские убеждения, уничтожая инкриминирующие их бумаги. Историк XIX века, исследовавший коллекции подобных документов, утверждал, что это был «обычай в якобитские времена (in Jacobite days) уничтожать все письма, содержащие любой намек на их политические или религиозные чувства».
В 1747 году принц Фредерик призвал тори «объединиться с ним ради единой цели» и объявил о своем намерении, когда он станет королём, «отменить… все партийные различия», а также положить конец опале тори. Собрание лидеров тори (включая Винн, Коттон и Бофорт) приняло предложение принца и в ответ уверило его в своей поддержке (за его «мудрые и полезные устремления»), но не стало связывать себя обещанием создать коалицию. По результатам Всеобщих выборов 1747 года лишь 115 тори прошло в парламент, что являлось худшим их результатом на тот момент. После якобитских бунтов в Оксфорде в 1748 году, правительство решило вручить королю полномочия назначать канцлера Оксфордского университета, который считался рассадником якобитства и торизма (Toryism). Томас Карт написал Претенденту, что атака «против университета Оксфорда, как ничто иное, тут же привела их всех в город и, в их рвении в этом деле, они вступили в некое подобие коалиции с партией принца Фредерика, целью которой было встать на защиту университета Оксфорда, объединиться в оппозиции к любым неконституционным позициям, но не приняли на себя обязательства посещать двор принца или объединяться с ним в каком-либо ином деле».
После смерти Винна в 1749 году, якобитский агент сообщил Претенденту о том, что партия тори осталась «без головы», угнетённая и испуганная. В 1751 году Фредерик умер, а в 1752 году умер и Коттон. Эти события положили конец оппозиции в парламенте до конца тогдашней сессии Хорас Уолпол, 4-й граф Орфорд, в своем дневнике за 1764, писал об упадке партии тори:
До сего момента можно было сказать, что две партии вигов и тори все ещё существовали; хотя якобитство, скрытая матерь последнего, угас… Последующее противостояние было скорее борьбой за власть, чем неизменной враждой между двумя партиями, хотя Оппозиция все ещё называла себя вигами…; и хотя подлинные тори все ещё сохраняли свои отличительные черты в то время, как они тайно симпатизировали (а, иногда, находились в оппозиции) королевскому двору, они колебались вслед за своими чтимыми лидерами… Так как их действия сводились к тихому голосованию и никогда не достигали масштаба достаточного для склонения какой-либо из чаш весов в деле политических преобразований, я отныне буду редко о них упоминать.

## Период неопределённости
Г. Т. Диксон сообщает, что:
Все историки согласны с тем, что в 1740-х и 1750-х партия тори находилась в состоянии острого упадка, перестав быть организованной партией к 1760 году. Исследование сэра Льюиса Нэмира и его учеников… убедило всех историков в том, что между концом 1750-х и началом 1780-х в парламенте не было организованных политических партий. Даже виги перестали быть идентифицируемой партией, а в парламенте доминировали противоборствующие политические объединения, которые придерживались виггских политических воззрений, или независимые заднескамеечники, которые не принадлежали ни к одной из групп.
После восхождений на престол Георга III, старые политические различия прекратили своё существование. Фракция вигов раскололась на различные партии (такие, как гренвилиты и бедфордиты (Bedfordites)), каждая из которых претендовала на наследие вигов. Реальные политические различия теперь наблюдались между «друзьями короля» (King’s Friends), которые поддерживали активную роль короля Георга III в правительстве, и теми, кто находился в оппозиции монарху.
Опала тори и запрет на их участие в правительстве были сняты, что привело к разделению тори на несколько фракций и прекращению их деятельности в качестве единой политической партии. Сентиментальный торизм (sentimental Toryism) сохранялся (описанный, например, в работах Сэмюэля Джонсона, однако в политике «тори» был не более, чем недружественным эпитетом для политиков, принадлежавших к кругу короля Георга III. Лэйбл 'тори', в этом смысле, применялся к премьер-министрам лорду Бьюту (1762—1763) и лорду Норту (1770—1782); тем не менее, эти политики считали себя вигами. В своем исследовании, посвящённом дебатам в парламенте между 1768—1774 годами, П. Д. Г. Томас выявил, что ни один из политиков не называл себя «тори». Д. Ч. Д. Кларк также утверждает, что: «История партии тори в парламенте между начало 1760-х и концом 1820-х может быть описана достаточно просто: эта партия не существовала».

## 1783—1834

### Уильям Питт Младший

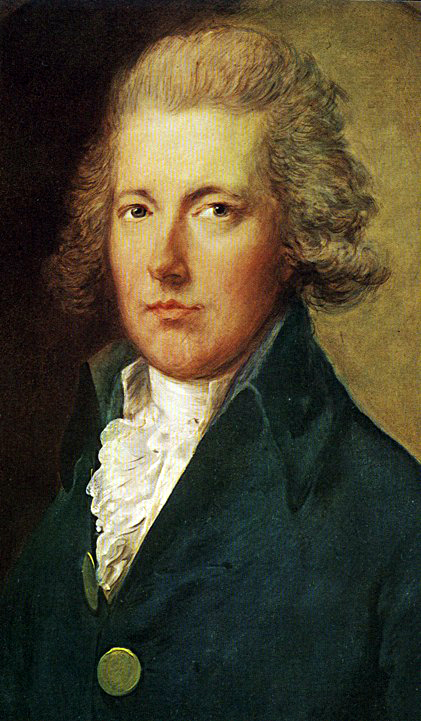
Уильям Питт Младший.

Применяемый оппонентами к сторонникам Уильяма Питта Младшего (1783—1801, 1804—1806) в парламенте, термин «тори» стал обозначать политическое течение, находящееся в оппозиции к «Старым вигам» (Old Whigs) и радикализму, порожденному американской и французской революциями. Это использование термина было подкреплено расколом партии вигов в 1794 году, когда консервативная группа, ведомая герцогом Портлендом присоединилась к правительству Питта, возложив крест оппозиции на плечи Чарльза Джеймса Фокса. Историк Д. Ч. Д. Кларк писал о 1790-х: «Возможно достаточно четко отметить, что ни один из политических деятелей этого периода не принял на себя титула „тори“, а также, что у них были хорошие причины для того, чтобы отвергать его уместность». Питт отверг лейбл «тори», предпочитая называть себя «независимым вигом» (an 'Independent Whig'), ибо, в отличие от тори первой половины XVIII века, он верил в современное ему конституционное устройство как в хорошо сбалансированное, без всякой симпатии к королевской прерогативе.
Группа политиков, окружавших Питта Младшего, стала доминирующей силой британской политики с 1783 г. по 1830 г.. После смерти Питта (1806) министры в правительстве Портланда (1807—1809) называли себя «Друзьями мистера Питта» (Friends of Mr Pitt), а не тори. Преемник Портланда, Персиваль Спенсер (премьер-министр, 1809—1812), никогда не принимал имени «тори» и после его смерти (1812) члены правительства лорда Липерпулла (1812—1827) безапелляционно отвергали его в правительственном меморандуме, направленном принцу-регенту:
Кажется совершенно излишним отмечать, что британское правительство на протяжении более полу-века было и могло быть лишь виггским правительством; а также, что нынешняя администрация, как и любая администрация в этой стране по необходимости должна быть, является виггской администрацией. Ибо правительство вигов ныне обозначает, как и всегда обозначало, ничто иное, как правительство, созданное законом, который одинаково обязывает как короля, так и его подданных.
В целом, тори ассоциировались с мелкими джентри и Церковью Англии (а в Шотландии — с Епископальной церковью) в то время, как виги ассоциировались скорее с торговлей, деньгами, крупным земелевладением (или «земельными магнатами») и нонконформистскими церквями. Обе группы были привержены политической системе своих дней.
Новая партия тори по составу и идеологической ориентации отличалась от старой. Одна состояла в массе своей из бывших вигов, отвернувшихся от партии, которая теперь носила это имя. В то время, как она сохраняла сентиментальное и консервативное уважение к символическим институтам британской монархии, на практике правительства тори не давали королю большей свободы, чем виги. Неумелость личного вмешательства Георга III в политические вопросы показала себя во время американской войны (1775—1783); с тех пор его активная роль была ограничена оппозицией политике правительства, как, например, в вопросе эмансипации католиков. В области внешней политики расхождения были более яркими; старая партия тори была немилитаристской и придерживалась идеи изоляционизма, в то время как новая партия являлась воинственной и империалистической.

### РождениеКонсервативной партии
Тори стали ассоциироваться с подавлением народного недовольства после 1815 года. Однако позднее эта партия претерпела фундаментальную трансформацию под влиянием Роберта Пиля, который был скорее индустриалистом нежели землевладельцем. В своем «Тамвортском манифесте» 1834 года очертил новую «консервативную» философию исправления социального зла, сохраняя существующее благо. В дальнейшем правительство Пиля именовалось «консервативным», а не «тористским», хотя последний оставался в употреблении.
Когда в 1846 году консервативная партия раскололась в результате дебатов о свободной торговле, протекционистское крыло партии отвергло термин «консервативный». Они предпочитали называться «протекционистами» и, даже, стремились возродить старое название «тори» в качестве официального самоназвания. Однако к 1859 году Пилиты (сторонники Пиля в Консервативной партии) объединились с вигами и радикалами, сформировав Либеральную партию. Оставшиеся тори, возглавляемые графом Дерби (бывшим вигом) и Бенджамином Дизраэли, 1-м графом Биконсфилдом, приняли для своей партии термин «консервативная».